# Ain (fiume)
L'Ain /ɛ̃/ è un fiume francese lungo circa 200 chilometri, affluente di destra del Rodano che nasce nella Franca Contea, nel Giura vicino a Nozeroy, e si getta nel Rodano a 40 km da Lione. Ha dato il nome al dipartimento francese di Ain.
Bagna due dipartimenti per un totale di 66 comuni.
Sul primo tratto è praticata la pesca della trota.

## Affluenti principali
- la Serpentine
- il Dudon
- la Cimante

- la Lantenne
- la Grave
- la Balme

- il Veyron
- il Toison
- l'Angillon

- il Hérisson
- il Drouvenant
- la Bienne

- l'Oignin
- l'Albarine
- la Valouse

- le Suran.
- la Saine.